# 拉貝爾吉卡
拉貝爾吉卡是玻利維亞的城鎮，位於該國中部，由聖克魯斯省負責管轄，距離首府聖克魯斯37公里，海拔高度359米，每年平均降雨量約1,300毫米，2010年人口6,067。
17°33′S 63°13′W / 17.550°S 63.217°W